# 李充濁
李充濁（？—1554年），字澄之，號確斋，直隶永平衛（盧龍縣）官籍。明朝政治人物。

## 生平
平凉知府李時之子。順天府鄉試舉人，中式嘉靖五年（1526年）丙戌科會試第三甲第八十四名進士。初授叶县知县，收服黄山巨寇，民咸德之。十一年（1532年）十一月徵为礼科给事中，十二年十二月升户科右，十四年七月升吏科左，十月升礼科都，侍经筵，屡上封事。十七年（1538年）十二月升浙江布政司右参政，丁忧归。復除河南右参政，修筑隘口顺德山西九百馀里。二十三年正月升陕西按察使，历贵州左布政使，赈济铜仁荒歉，募民以备苗变。二十六年正月考察去职，于城北营万柳庄，结文社。